# The Third Day (miniserie televisiva)
The Third Day è una miniserie televisiva anglo-statunitense creata da Felix Barrett e Dennis Kelly per HBO e Sky Atlantic.

## Trama
La miniserie racconta i viaggi individuali di un uomo e di una donna che arrivano su un'isola misteriosa in momenti diversi ed è suddivisa in tre parti interconnesse.
La prima, Estate, segue Sam, un uomo attratto da un'isola misteriosa al largo della costa britannica, dove incontra un gruppo di abitanti deciso, ad ogni costo, a preservare le proprie tradizioni.
La seconda parte, Autunno, è stata trasmessa nel formato di evento "live" di dodici ore sull'isola, andato in onda in ripresa continua e ha lo scopo, secondo le intenzioni degli autori che lo descrivono come un "grande evento teatrale immersivo", di consentire di "vivere la storia mentre accade".
La terza parte della serie, Inverno, segue Helen, una donna determinata che arriva sull'isola in cerca di risposte, ma il cui arrivo fa scoppiare una dura battaglia che deciderà il suo destino.

## Puntate
| nº                      | Titolo originale       | Titolo italiano          | Prima TV USA         | Prima TV Italia      |
| Prima parte - Estate    | Prima parte - Estate   | Prima parte - Estate     | Prima parte - Estate | Prima parte - Estate |
| ----------------------- | ---------------------- | ------------------------ | -------------------- | -------------------- |
| 1                       | Friday - The Father    | Venerdì - Il Padre       | 14 settembre 2020    | 19 ottobre 2020      |
| 2                       | Saturday - The Son     | Sabato - Il Figlio       | 21 settembre 2020    | 19 ottobre 2020      |
| 3                       | Sunday - The Ghost     | Domenica - Il Fantasma   | 28 settembre 2020    | 26 ottobre 2020      |
| Seconda parte - Autunno |                        |                          |                      |                      |
| SP                      | Autumn                 |                          | 3 ottobre 2020       | N/A                  |
| Terza parte - Inverno   |                        |                          |                      |                      |
| 4                       | Monday - The Mother    | Lunedì - La Madre        | 5 ottobre 2020       | 26 ottobre 2020      |
| 5                       | Tuesday - The Daughter | Martedì - La Figlia      | 12 ottobre 2020      | 2 novembre 2020      |
| 6                       | Last Day - The Dark    | Ultimo giorno - Oscurità | 19 ottobre 2020      | 2 novembre 2020      |

## Produzione
La miniserie è stata commissionata nel giugno 2019, con l'annuncio di Jude Law come protagonista. Marc Munden è stato assunto per dirigere le prime tre puntate, mentre Dennis Kelly alla sceneggiatura. Katherine Waterston, Paddy Considine e Emily Watson sono entrati nel cast a luglio. Naomie Harris e John Dagleish sono stati inseriti in agosto, con Philippa Lowthorpe per dirigere le ultime tre puntate. Kit de Waal e Dean O'Loughlin per sceneggiare due puntate.
La serie è ambientata sull'Isola di Osea e la sua strada rialzata. La lavorazione della miniserie iniziò nel luglio 2019 nel Regno Unito.

## Distribuzione
Il 3 aprile 2020, è stato annunciato che la miniserie avrebbe avuto un ritardo da quanto originariamente previsto nel Regno Unito su Sky Atlantic e su HBO negli Stati Uniti a causa della pandemia di COVID-19 debuttando nel corso dell'autunno 2020.
In seguito è stata riprogrammata per il 14 settembre negli Stati Uniti su HBO e per il giorno successivo nel Regno Unito su Sky Atlantic. Il trailer è stato pubblicato il 9 marzo 2020.
In Italia è stata trasmessa su Sky Atlantic dal 19 ottobre al 2 novembre 2020.